# نادي البلدي
نادي البلدي الرياضي هو فريق كرة قدم عراقي مقره في بابل، تم تأسيسه في 1965، يلعب في الدوري العراقي الدرجة الثالثة.

## روابط خارجية
- نادي البلدي on Goalzz.com
- أندية العراق - تواريخ التأسيس